# Neobrettus cornutus
Neobrettus cornutus är en spindelart som beskrevs av Deeleman-Reinhold, Floren 2003. Neobrettus cornutus ingår i släktet Neobrettus och familjen hoppspindlar. Inga underarter finns listade i Catalogue of Life.